# تپه مزیوره
تپه مزیوره مربوط به هزاره اول قبل از میلاد است و در شهرستان سقز، بخش زیویه، روستای سنته واقع شده و این اثر در تاریخ ۲۳ شهریور ۱۳۸۲ با شمارهٔ ثبت ۱۰۰۸۴ به‌عنوان یکی از آثار ملی ایران به ثبت رسیده است.